# ハナズゴール
ハナズゴール（欧字名:Hana's Goal、2009年4月24日 - 2024年1月6日）は、日本の競走馬、繁殖牝馬。
2014年のオールエイジドステークス（G1）優勝馬。その他の勝ち鞍に2012年のチューリップ賞（GIII）、2013年の京都牝馬ステークス（GIII）。
馬名の由来は、冠名＋「達成」。

## 経歴

### 2011年
デビューは10月8日の東京の芝1600m戦。11番人気だったが道中後方待機で直線まとめて差しきってデビュー戦を勝利した。次走の11月13日の同じ東京の赤松賞は直線伸びず7着に敗れる。

### 2012年
緒戦となった1月21日の中山の菜の花賞は馬場に苦しみ10着に敗れるも、2月11日の東京の500万下は直線で鮮やかに差し切り後続に2馬身1/2差をつけ2勝目を挙げた。続くチューリップ賞でも、断然人気のジョワドヴィーヴルや後の三冠牝馬ジェンティルドンナに競り勝ち、重賞初制覇を果たし、桜花賞の優先出走権を獲得した。調教師の加藤和宏にとっても調教師になってから初重賞制覇、オレハマッテルゼ産駒にとってもJRA重賞初制覇となった。このあと優先出走権を得ていた4月8日の桜花賞に出走を予定していたが、調教後の洗い場で右トモをぶつけ、1日様子を見た結果、痛みが引かず回避することとなった。次走の5月6日のNHKマイルカップでは後方から脚を伸ばしたがカレンブラックヒルの7着に敗れた。5月20日のオークスでは後方から追い上げるもジェンティルドンナの7着に敗れた。8月19日の札幌記念で古馬との初対戦を果たす。レースは直線後方から脚を伸ばしたものの4着だった。札幌記念の後、9月16日の阪神競馬場での秋華賞トライアル：ローズステークスに出馬登録を行ったものの、レース前日になって感冒の症状が見られた為に出走を取り消した（後に腸炎と判明）。ぶっつけ本番で挑んだ10月14日の秋華賞はいいところなく16着惨敗となった。その後11月24日の京阪杯でハクサンムーンの5着した後、12月15日のリゲルステークス（オープン）で1番人気のマウントシャスタを下して優勝し、この年を終えた。

### 2013年
緒戦は1月19日の京都牝馬ステークス。前走で有力牡馬を下した実力が評価されて単勝1.7倍の1番人気となる。レースは直線で内から鋭く伸びて重賞2勝目を挙げた。阪神牝馬ステークスは直線良く伸びるも4着に敗れ、ヴィクトリアマイルは中団からの競馬になるも6着に敗れた。東京のパラダイスステークスは中団から最後は良く伸びるも先に抜け出したレッドスパーダを捕らえきれず2着に敗れた。

### 2014年 - 2015年
馬主のマイケル・タバートの希望により、オーストラリアへ長期遠征することとなった。1戦目はクールモアクラシックで、斤量が56kgと高かった影響が響き14着だった。続いてドンカスターハンデキャップでは52kgの斤量で出走するが、最後方から脚を伸ばすも先に抜け出した上位馬グループを捉えきれず、同じく後方待機の戦法を取り5番手に入線したナインスリージョンにも抜かれて6着に終わった。調教師の加藤は、馬場状態の悪さが敗因だと指摘した。オーストラリア3戦目のオールエイジドステークスではスタートでダッシュがつかず最後方からの競馬になるが、最後の直線で他馬を一気に抜き去り優勝、GI初優勝を挙げた。
12月14日、香港マイル（G1）をローウィラー騎手で出走し、8着。
2015年も現役を続けるが勝利は挙げられず、6月24日付けで競走馬登録を抹消した。

### 引退後
引退後は北海道浦河町のカナイシスタッドにて繁殖牝馬となる。
2024年1月6日に死亡した。15歳没。

## 競走成績
以下の内容はnetkeiba.com、Racing Post、香港ジョッキークラブ、RACING.COMの情報に基づく。
| 競走日     | 競馬場         | 競走名                 | 格      | 距離（馬場）  | 頭 数 | 枠 番 | 馬 番 | オッズ （人気） | 着順 | タイム （上り3F） | 着差      | 騎手            | 斤量 [kg] | 1着馬（2着馬）         | 馬体重 [kg] |
| ---------- | -------------- | ---------------------- | ------- | ------------- | ----- | ----- | ----- | --------------- | ---- | ----------------- | --------- | --------------- | --------- | ---------------------- | ----------- |
| 2011.10.08 | 東京           | 2歳新馬                |         | 芝1600m（良） | 18    | 3     | 5     | 060.3（11人）   | 01着 | R1:35.7（34.1）   | -0.2      | 0丸田恭介       | 54        | （チェリーメドゥーサ） | 414         |
| 0000.11.13 | 東京           | 赤松賞                 | 500万下 | 芝1600m（良） | 18    | 1     | 1     | 008.50（4人）   | 07着 | R1:35.2（33.8）   | -0.7      | 0丸田恭介       | 54        | トーセンベニザクラ     | 414         |
| 2012.01.21 | 中山           | 菜の花賞               | 500万下 | 芝1600m（稍） | 16    | 4     | 8     | 011.90（6人）   | 10着 | R1:37.2（36.5）   | -1.0      | 0蛯名正義       | 54        | パララサルー           | 428         |
| 0000.02.11 | 東京           | 3歳500万下             |         | 芝1400m（良） | 16    | 1     | 1     | 008.60（5人）   | 01着 | R1:24.2（33.0）   | -0.4      | 0田辺裕信       | 54        | （コスモアクセス）     | 426         |
| 0000.03.07 | 阪神           | チューリップ賞         | GIII    | 芝1600m（良） | 14    | 7     | 12    | 037.20（4人）   | 01着 | R1:35.5（34.0）   | -0.4      | 0M.デムーロ     | 54        | （エピセアローム）     | 414         |
| 0000.05.06 | 東京           | NHKマイルC             | GI      | 芝1600m（良） | 18    | 4     | 7     | 013.70（6人）   | 07着 | R1:35.3（34.5）   | -0.8      | 0田辺裕信       | 55        | カレンブラックヒル     | 414         |
| 0000.05.24 | 東京           | 優駿牝馬               | GI      | 芝2400m（良） | 18    | 5     | 10    | 015.50（5人）   | 07着 | R2:24.8（35.2）   | -1.2      | 0田辺裕信       | 55        | ジェンティルドンナ     | 418         |
| 0000.08.19 | 札幌           | 札幌記念               | GII     | 芝2000m（良） | 14    | 5     | 7     | 016.10（5人）   | 04着 | R1:59.0（34.8）   | -0.3      | 0田辺裕信       | 52        | フミノイマージン       | 410         |
| 0000.09.16 | 阪神           | ローズS                | GII     | 芝1800m（良） | 10    | 8     | 10    | -               | -    | 出走取消          | -         | 0田辺裕信       | 54        | ジェンティルドンナ     | 計不        |
| 0000.10.14 | 京都           | 秋華賞                 | GI      | 芝2000m（良） | 18    | 5     | 10    | 040.20（8人）   | 16着 | R2:02.0（34.0）   | -1.6      | 0田辺裕信       | 55        | ジェンティルドンナ     | 406         |
| 0000.11.24 | 京都           | 京阪杯                 | GIII    | 芝1200m（良） | 18    | 8     | 18    | 013.00（7人）   | 05着 | R1:08.7（33.7）   | -0.2      | 0田辺裕信       | 53        | ハクサンムーン         | 422         |
| 0000.12.15 | 阪神           | リゲルS                | OP      | 芝1600m（良） | 13    | 2     | 2     | 005.40（2人）   | 01着 | R1:33.8（33.3）   | -0.2      | 0浜中俊         | 53        | （マウントシャスタ）   | 420         |
| 2013.01.19 | 京都           | 京都牝馬S              | GIII    | 芝1600m（良） | 14    | 3     | 4     | 001.70（1人）   | 01着 | R1:34.3（34.1）   | -0.4      | 0浜中俊         | 54        | （エーシンメンフィス） | 422         |
| 0000.04.06 | 阪神           | 阪神牝馬S              | GII     | 芝1400m（良） | 16    | 6     | 12    | 002.00（1人）   | 04着 | R1:21.7（33.7）   | -0.3      | 0浜中俊         | 54        | サウンドオブハート     | 418         |
| 0000.05.12 | 東京           | ヴィクトリアマイル     | GI      | 芝1600m（良） | 18    | 2     | 4     | 004.40（2人）   | 06着 | R1:32.7（33.7）   | -0.3      | 0浜中俊         | 55        | ヴィルシーナ           | 428         |
| 0000.06.23 | 東京           | パラダイスS            | OP      | 芝1400m（良） | 11    | 7     | 9     | 002.50（2人）   | 02着 | R1:20.3（33.1）   | -0.2      | 0吉原寛人       | 54        | レッドスパーダ         | 428         |
| 0000.09.22 | 中山           | オールカマー           | GII     | 芝2200m（良） | 16    | 2     | 3     | 023.00（8人）   | 06着 | R2:12.3（34.1）   | -0.3      | 0丸田恭介       | 54        | ヴェルデグリーン       | 420         |
| 0000.10.14 | 東京           | 府中牝馬S              | GII     | 芝1800m（良） | 13    | 4     | 5     | 005.30（3人）   | 09着 | R1:49.1（32.6）   | -0.3      | 0武豊           | 54        | ホエールキャプチャ     | 426         |
| 0000.11.10 | 京都           | エリザベス女王杯       | GI      | 芝2200m（重） | 18    | 3     | 6     | 027.60（9人）   | 08着 | R2:17.2（34.6）   | -0.6      | 0武豊           | 56        | メイショウマンボ       | 426         |
| 0000.12.07 | 阪神           | 朝日チャレンジC        | GIII    | 芝1800m（良） | 13    | 4     | 5     | 012.40（6人）   | 03着 | R1:46.7（33.2）   | -0.2      | 0M.デムーロ     | 55        | アルキメデス           | 426         |
| 2014.03.22 | ローズヒル     | クールモアクラシック   | GI      | 芝1500m（良） | 16    | 14    | 7     | 009.0（00人）   | 14着 | -                 | 5.3馬身   | 0C.ウィリアムズ | 56        | Steps In Time          | 計不        |
| 0000.04.12 | ランドウィック | ドンカスターマイル     | GI      | 芝1600m（不） | 20    | 15    | 14    | 051.0（00人）   | 06着 | -                 | 6.9馬身   | 0丸田恭介       | 52        | Sacred Falls           | 計不        |
| 0000.04.26 | ランドウィック | オールエイジドS        | GI      | 芝1400m（重） | 8     | 6     | 7     | 010.0（00人）   | 01着 | R1:24.6（）00.0   | （2馬身） | 0N.ローウィラー | 57        | （Weary）              | 計不        |
| 0000.10.05 | 新潟           | スプリンターズS        | GI      | 芝1200m（良） | 18    | 6     | 11    | 025.60（8人）   | 17着 | R1:09.7（34.6）   | -0.9      | 0D.ロヴィッチ   | 55        | スノードラゴン         | 444         |
| 0000.11.23 | 沙田           | ジョッキークラブマイル | GII     | 芝1600m（良） | 10    | 2     | 2     | 035.00（6人）   | 09着 | R1:35.93（）0.0   | 2.47      | 0N.ローウィラー | 56        | Able Friend            | 439         |
| 0000.12.14 | 沙田           | 香港マイル             | GI      | 芝1600m（良） | 10    | 3     | 11    | 099.00（9人）   | 08着 | R1:34.47（）0.0   | 0.98      | 0N.ローウィラー | 55.5      | Able Friend            | 434         |
| 2015.02.22 | 京都           | 洛陽S                  | OP      | 芝1600m（良） | 16    | 6     | 11    | 009.20（5人）   | 12着 | R1:34.4（33.7）   | -0.8      | 0幸英明         | 55        | レッドアリオン         | 430         |
| 0000.03.29 | 阪神           | 六甲S                  | OP      | 芝1600m（稍） | 17    | 8     | 17    | 009.60（6人）   | 10着 | R1:36.0（35.0）   | -1.3      | 0国分恭介       | 55        | テイエムタイホー       | 430         |
| 0000.04.11 | 阪神           | 阪神牝馬S              | GII     | 芝1400m（稍） | 17    | 1     | 2     | 046.3（12人）   | 11着 | R1:22.0（35.2）   | -0.9      | 0丸田恭介       | 56        | カフェブリリアント     | 428         |
| 0000.05.17 | 東京           | ヴィクトリアマイル     | GI      | 芝1600m（良） | 18    | 5     | 10    | 136.0（16人）   | 09着 | R1:32.9（33.6）   | -1.0      | 0丸田恭介       | 55        | ストレイトガール       | 428         |

## 繁殖成績
|       | 馬名               | 生年   | 性 | 毛色 | 父                     | 馬主                                 | 厩舎                                                             | 戦績                    |
| ----- | ------------------ | ------ | -- | ---- | ---------------------- | ------------------------------------ | ---------------------------------------------------------------- | ----------------------- |
| 初仔  | ミモザゴール       | 2017年 | 牝 | 鹿毛 | ルーラーシップ         | 京都ホースレーシング                 | 美浦・加藤士津八                                                 | 10戦2勝（引退・繁殖）   |
| 2番仔 | タカイチイチロウ   | 2018年 | 牡 | 鹿毛 | ドゥラメンテ           | 京都ホースレーシング →高橋一郎       | 美浦・加藤士津八 →水沢・村上昌幸 →美浦・天間昭一 →北海道・米川昇 | 27戦3勝（引退・種牡馬） |
| 3番仔 | オセアブライト     | 2019年 | 牡 | 栗毛 | ドゥラメンテ           | ＸＩＡＯジャパン                     | 美浦・菊川正達                                                   | 2戦0勝（引退）          |
| 4番仔 | リシャールウィン   | 2021年 | 牝 | 栗毛 | ニューイヤーズデイ     | ＸＩＡＯジャパン →広瀬将嗣 →鈴木道隆 | 美浦・菊川正達 →名古屋・井上哲 →川崎・高月賢一                   | 10戦3勝（現役）         |
| 5番仔 | ミスブランニュデイ | 2022年 | 牝 | 鹿毛 | ロードカナロア         | ＸＩＡＯジャパン                     | 美浦・菊川正達                                                   | 2戦0勝（現役）          |
| 6番仔 | ハナズゴールの2023 | 2023年 | 牡 | 栗毛 | カリフォルニアクローム |                                      |                                                                  | デビュー前              |

・2025年4月17日現在

## エピソード
大規模牧場の良血馬は生まれてすぐに買い手がつくが、当馬は良血とは言いがたい血統のためか2歳の2月まで買い手がつかなかった。オーナーであるマイケル・タバートは「（後の）ハナズゴールと（まだ買い手がついていない）3歳馬を一緒に買ってくれれば2百数十万でいい」と牧場側から言われ購入を決めた。ハナズゴールの実質的な購入金額は200万円以下と見られているが、これは中央競馬の重賞勝ち馬の中ではテイエムプリキュア（250万円）やサンツェッペリン（100万円）に匹敵する安価な価格である。

## 血統表
| ハナズゴールの血統            | ハナズゴールの血統                                   | ハナズゴールの血統                 | （血統表の出典）                   | （血統表の出典）  |
| 父系                          | サンデーサイレンス系（ヘイロー系）                   | サンデーサイレンス系（ヘイロー系） | サンデーサイレンス系（ヘイロー系） | [ § 2 ]           |
| 父 オレハマッテルゼ 2000 栗毛 | 父の父*サンデーサイレンス Sunday Silence 1986 青鹿毛 | Halo                               | Hail to Reason                     | Hail to Reason    |
| 父 オレハマッテルゼ 2000 栗毛 | 父の父*サンデーサイレンス Sunday Silence 1986 青鹿毛 | Halo                               | Cosmah                             |                   |
| 父 オレハマッテルゼ 2000 栗毛 | 父の父*サンデーサイレンス Sunday Silence 1986 青鹿毛 | Wishing Well                       | Understanding                      | Understanding     |
| 父 オレハマッテルゼ 2000 栗毛 | 父の父*サンデーサイレンス Sunday Silence 1986 青鹿毛 | Wishing Well                       | Mountain Flower                    |                   |
| 父 オレハマッテルゼ 2000 栗毛 | 父の母カーリーエンジェル 1990 栗毛                   | *ジャッジアンジェルーチ            | Honest Pleasure                    | Honest Pleasure   |
| 父 オレハマッテルゼ 2000 栗毛 | 父の母カーリーエンジェル 1990 栗毛                   | *ジャッジアンジェルーチ            | Victorian Queen                    |                   |
| 父 オレハマッテルゼ 2000 栗毛 | 父の母カーリーエンジェル 1990 栗毛                   | ダイナカール                       | *ノーザンテースト                  | *ノーザンテースト |
| 父 オレハマッテルゼ 2000 栗毛 | 父の母カーリーエンジェル 1990 栗毛                   | ダイナカール                       | シャダイフェザー                   |                   |
| 母 シャンハイジェル 1998 栗毛 | 母の父*シャンハイ Shanghai 1989 鹿毛                 | Procida                            | Mr. Prospector                     | Mr. Prospector    |
| 母 シャンハイジェル 1998 栗毛 | 母の父*シャンハイ Shanghai 1989 鹿毛                 | Procida                            | With Distinction                   |                   |
| 母 シャンハイジェル 1998 栗毛 | 母の父*シャンハイ Shanghai 1989 鹿毛                 | Korveya                            | Riverman                           | Riverman          |
| 母 シャンハイジェル 1998 栗毛 | 母の父*シャンハイ Shanghai 1989 鹿毛                 | Korveya                            | Konafa                             |                   |
| 母 シャンハイジェル 1998 栗毛 | 母の母*ロイヤルジェリー Royal Jelly 1989 鹿毛        | Magesterial                        | Northern Dancer                    | Northern Dancer   |
| 母 シャンハイジェル 1998 栗毛 | 母の母*ロイヤルジェリー Royal Jelly 1989 鹿毛        | Magesterial                        | Courting Days                      |                   |
| 母 シャンハイジェル 1998 栗毛 | 母の母*ロイヤルジェリー Royal Jelly 1989 鹿毛        | Quilting Bee                       | Tom Rolfe                          | Tom Rolfe         |
| 母 シャンハイジェル 1998 栗毛 | 母の母*ロイヤルジェリー Royal Jelly 1989 鹿毛        | Quilting Bee                       | First Feather                      |                   |
| 母系(F-No.)                   | (FN:5-g)                                             | (FN:5-g)                           | (FN:5-g)                           | [ § 3 ]           |
| 5代内の近親交配               | Northern Dancer 5×4 9.38%                            | Northern Dancer 5×4 9.38%          | Northern Dancer 5×4 9.38%          | [ § 4 ]           |
| 出典                          | 1. 2. 3. 4.                                          | 1. 2. 3. 4.                        | 1. 2. 3. 4.                        | 1. 2. 3. 4.       |

- 曾祖母の全兄Run the Gantletは、ワシントンDCインターナショナル、マンノウォーステークスなどの勝ち馬で、1971年のエクリプス賞最優秀芝牡馬。
- 5代母Quillはマルゼンスキーの祖母。